# Adrian Ciantar
Adrian Ciantar (* 9. August 1978) ist ein ehemaliger maltesischer Fußballspieler.
Ciantar begann seine Karriere in der Maltese Premier League beim Hibernians Paola. Weitere Stationen waren FC Birkirkara und Qormi FC. Im Jahr 2010 beendete er seine Karriere. Für die Nationalmannschaft Malta bestritt er 2000 immerhin 5 Länderspiele.